# La Chaux-du-Milieu
La Chaux-du-Milieu es una comuna suiza situada en el cantón de Neuchâtel. Tiene una población estimada, a fines de 2023, de 496 habitantes.
Limita con las comunas de Le Cerneux-Péquignot, Le Locle, Les Ponts-de-Martel y La Brévine.